# Kevin Webster
Kevin John Webster es un personaje ficticio de la serie de televisión Coronation Street, interpretado por el actor Michael Le Vell desde el 19 de octubre de 1983 hasta ahora. En julio del 2014 se anunció que Michael regresaría a la serie ese mismo mes.

## Biografía
A los 15 años Kevin perdió a su madre Alison Webster cuando esta murió por cáncer lo que lo dejó traumatizado. 
En 1983 Kevin aparece por primera vez cuando comienza a trabajar como mecánico practicante para Brian Tilsley, Poco después su padre Bill y su hermana Debbie se unen a él.Rápidamente se hace amigo de Terry Duckworth y Curly Watts.